# Больдини, Джованни
Джова́нни Больди́ни (итал. Giovanni Boldini; 31 декабря 1842, Феррара, Папская область — 12 января 1931, Париж, Франция) — итальянский художник-портретист.

## Биография и творчество

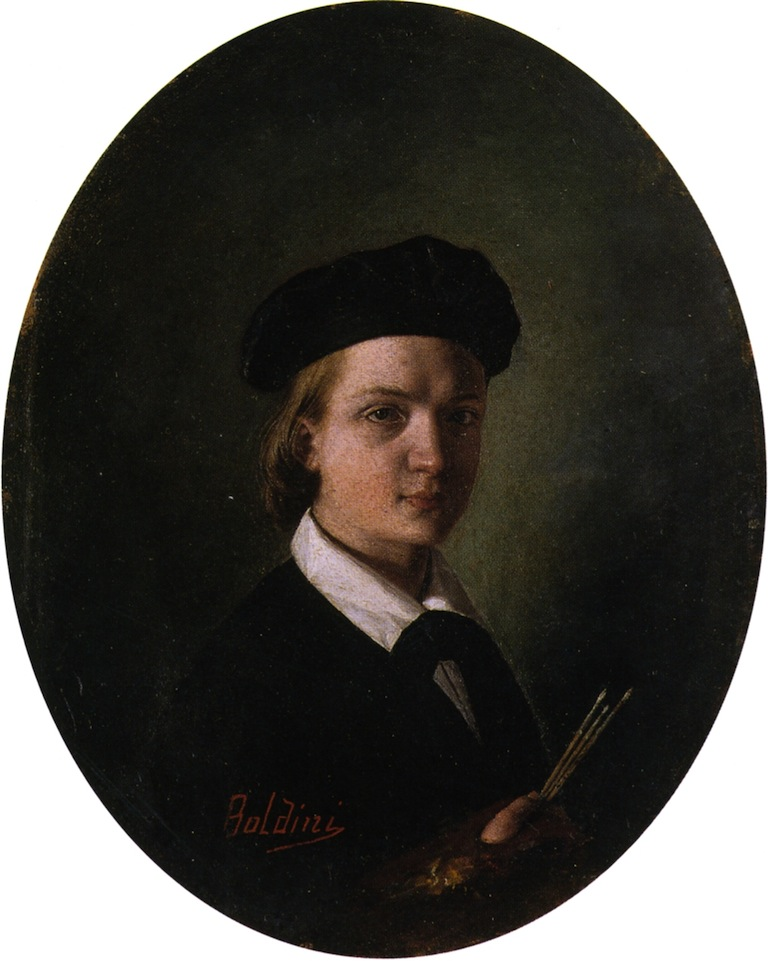
Джованни Больдини. Автопортрет в молодости. 1856

Джованни Больдини родился в Ферраре в 1842 году и был восьмым из тринадцати детей в семье художника Антонио Больдини и Бенвенуты Калеффи. Его первым учителем стал отец. Учился также в Риме у Томмазо Минарди.
В 1862 году отправился во Флоренцию. Учился во Флорентийской академии художеств. Встречался с художниками из группы Маккьяйоли, однако, в отличие от них, больше интересовался портретной, чем пейзажной живописью.
В 1867 году, во время Всемирной выставки, впервые посетил Париж, где познакомился с работами Жерома, Мейсонье, Курбе, Мане. С 1869 года Больдини работал в Лондоне, где получил известность как портретист, в том числе в аристократических кругах.
В 1871 году поселился в Париже. В его работах этого периода отмечается влияние Джузеппе де Ниттиса и Мариано Фортуни. Живописи Больдини, отражавшей жизнь парижского высшего света, свойственны одновременно фривольность и утончённость; в числе прочего он прославился изображениями элегантных и грациозных женщин.
С первых лет жизни в Париже Больдини регулярно выставлялся в Салоне Елисейских полей (Salon des Champs-Elysées) и на выставках Национального общества изобразительных искусств. В 1874 году успешно дебютировал в Салоне Марса. Работы художника регулярно демонстрировались и на его родине, в Италии, в том числе на венецианских биеннале 1895, 1903, 1908 и 1912 годов.
Обретя популярность, Больдини стал пользоваться успехом как портретист и создал портреты многих известных личностей своего времени. Вместе с тем критики упрекали «светского» художника в шаблонности и чрезмерном следовании моде. В 1880-х годах Больдини много путешествовал по Европе; в 1897 году состоялась его персональная выставка в Нью-Йорке.
В годы Первой мировой войны Больдини покинул Париж и жил попеременно в Лондоне и Ницце. После войны вернулся в Париж, где в 1929 году женился на итальянской журналистке Эмилии Кардона. 12 января 1931 года умер в Париже и, согласно своему желанию, был похоронен в Ферраре. В 1936 году в Ферраре открылся посвящённый ему музей

## Картины

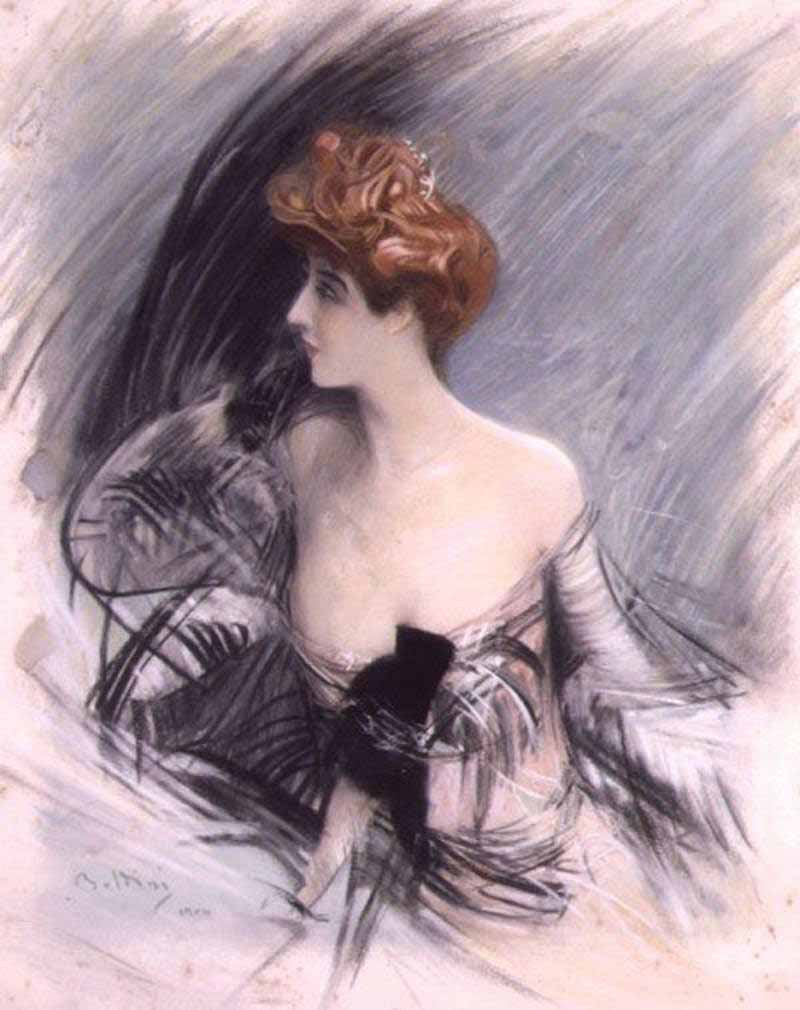
Сара Бернар. Около 1880
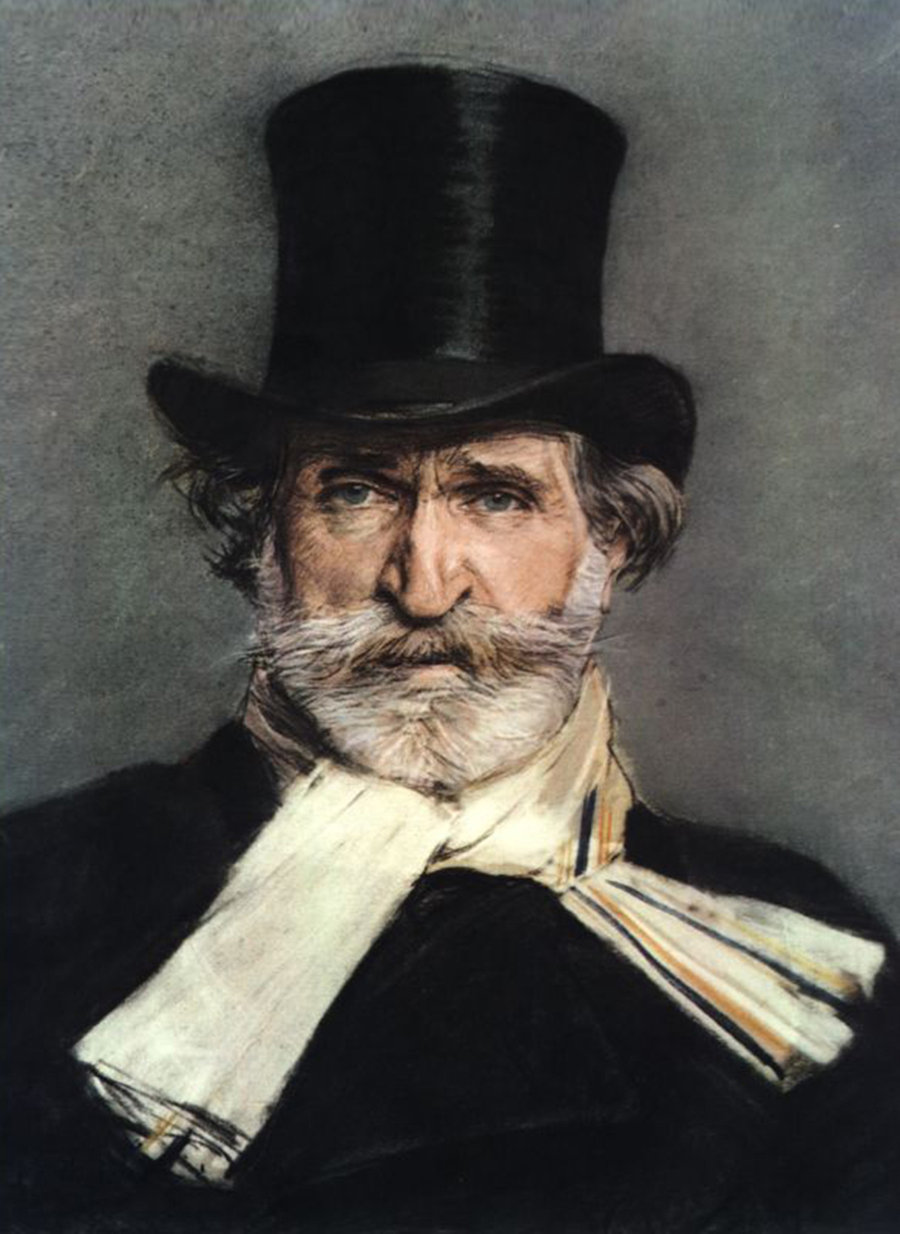
Джузеппе Верди. 1886
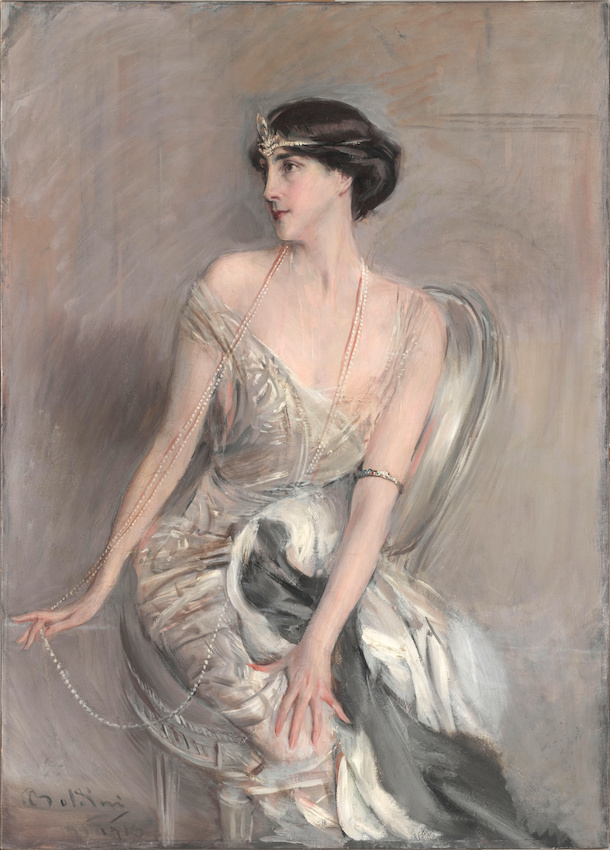
Флоренс Блументаль. 1896
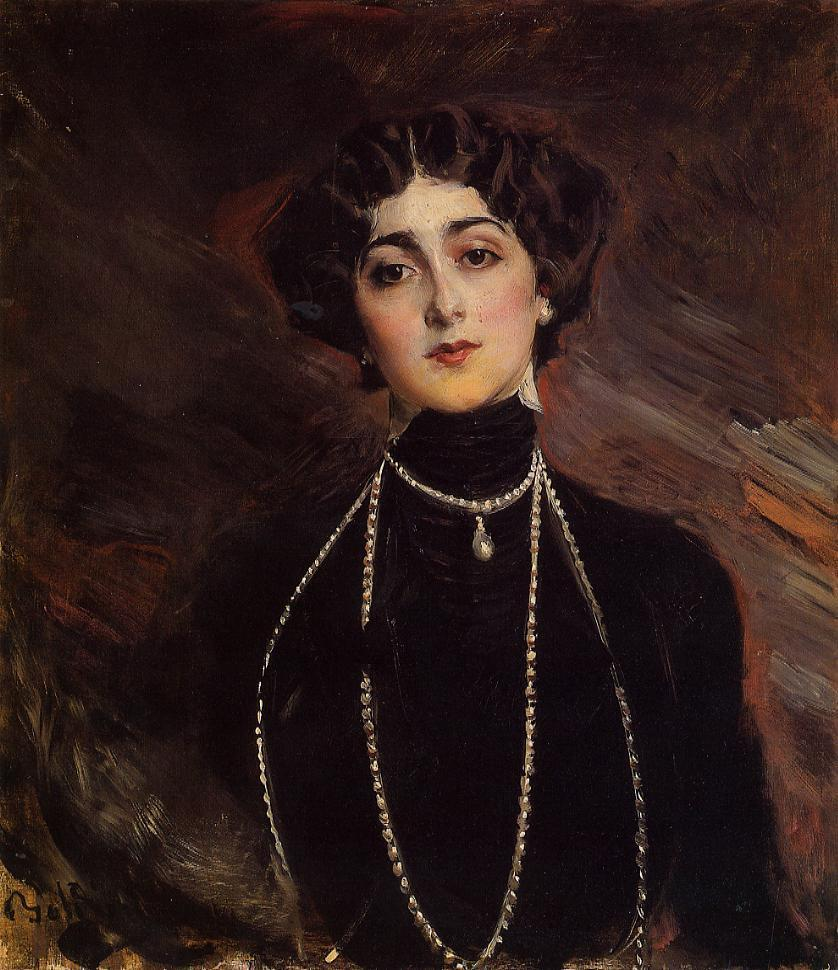
Лина Кавальери. 1900-е годы (?)
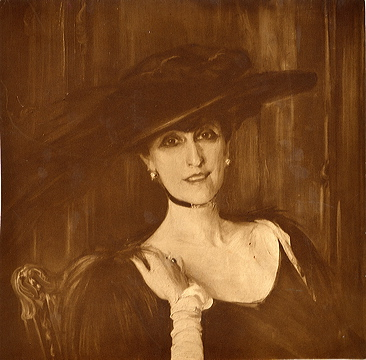
Ава Астор. 1910
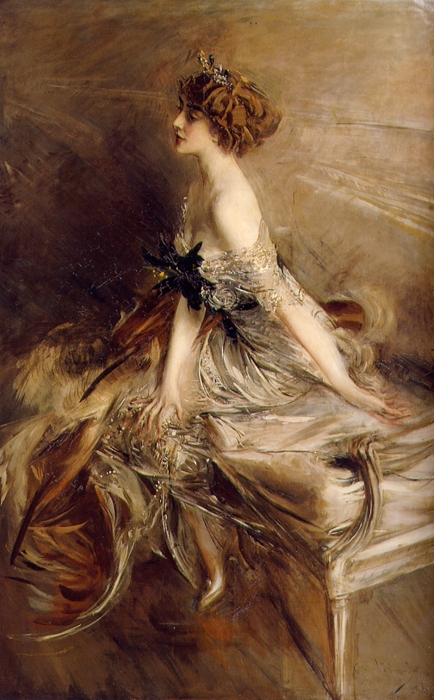
Марта Бибеску. 1911
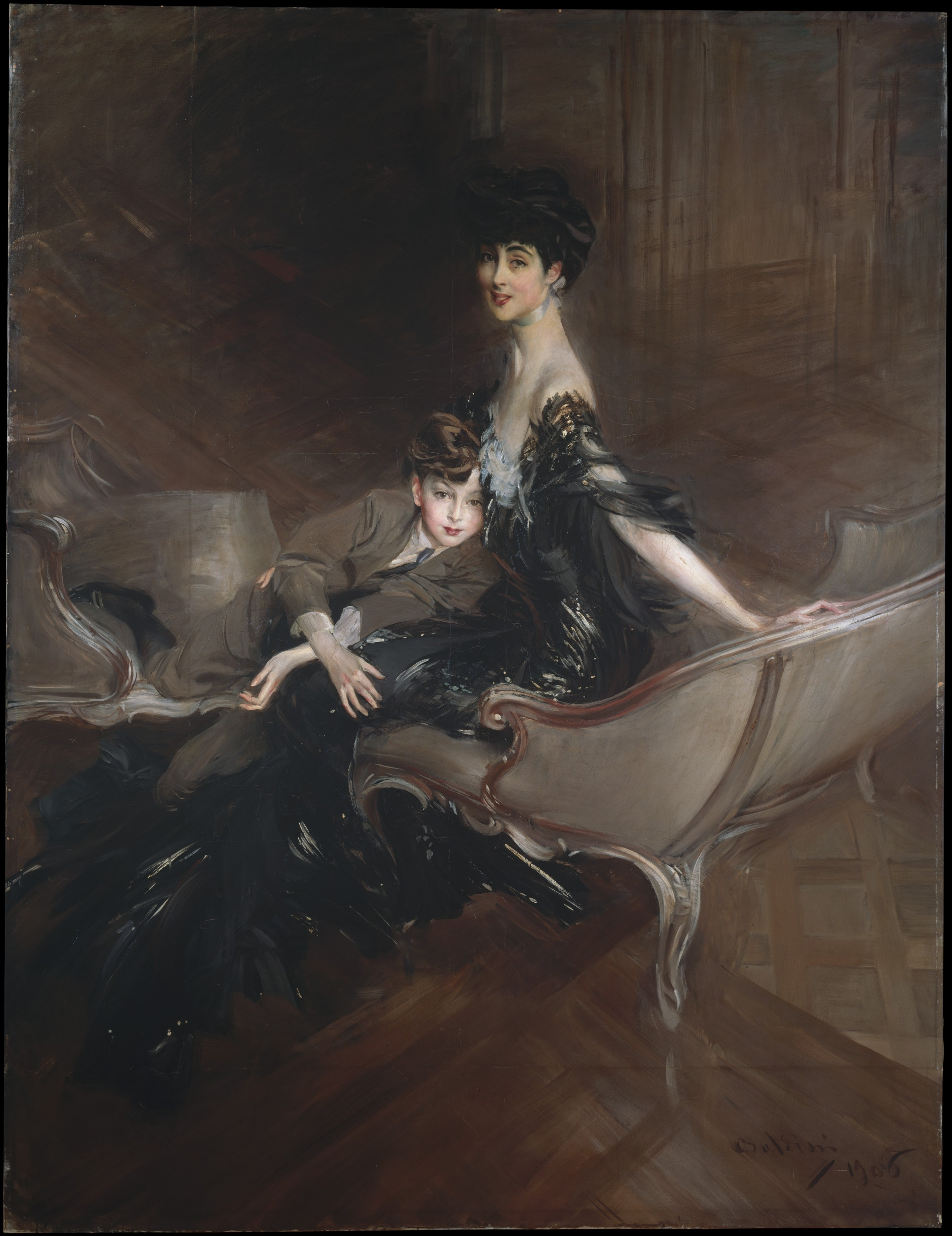
Консуэло Вандербильт, герцогиня Мальборо и её сын лорд Айвор Спенсер-Черчилль, 1905
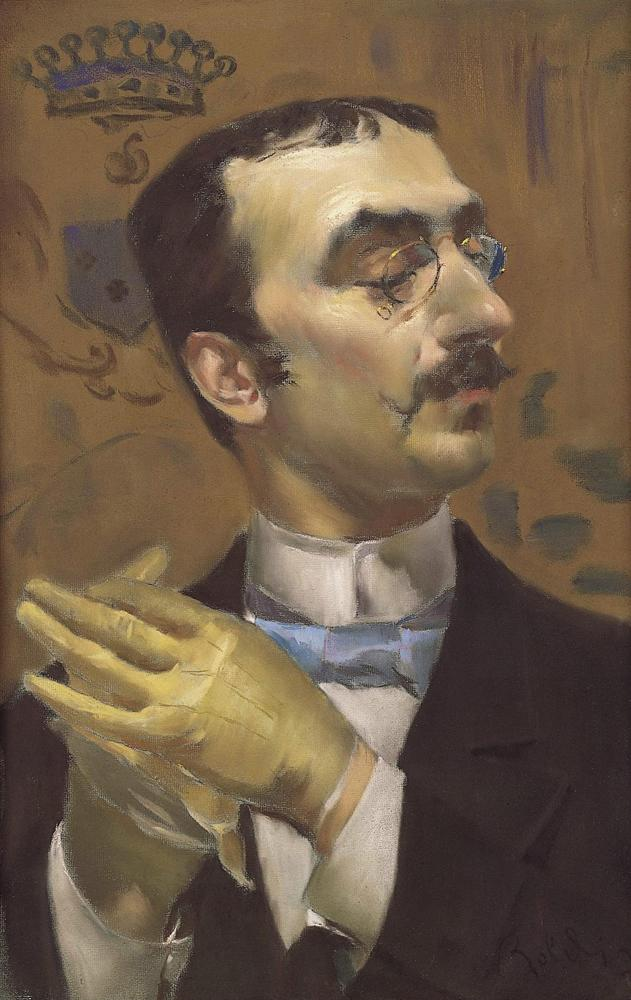
Портрет денди. 1890-е годы (?)
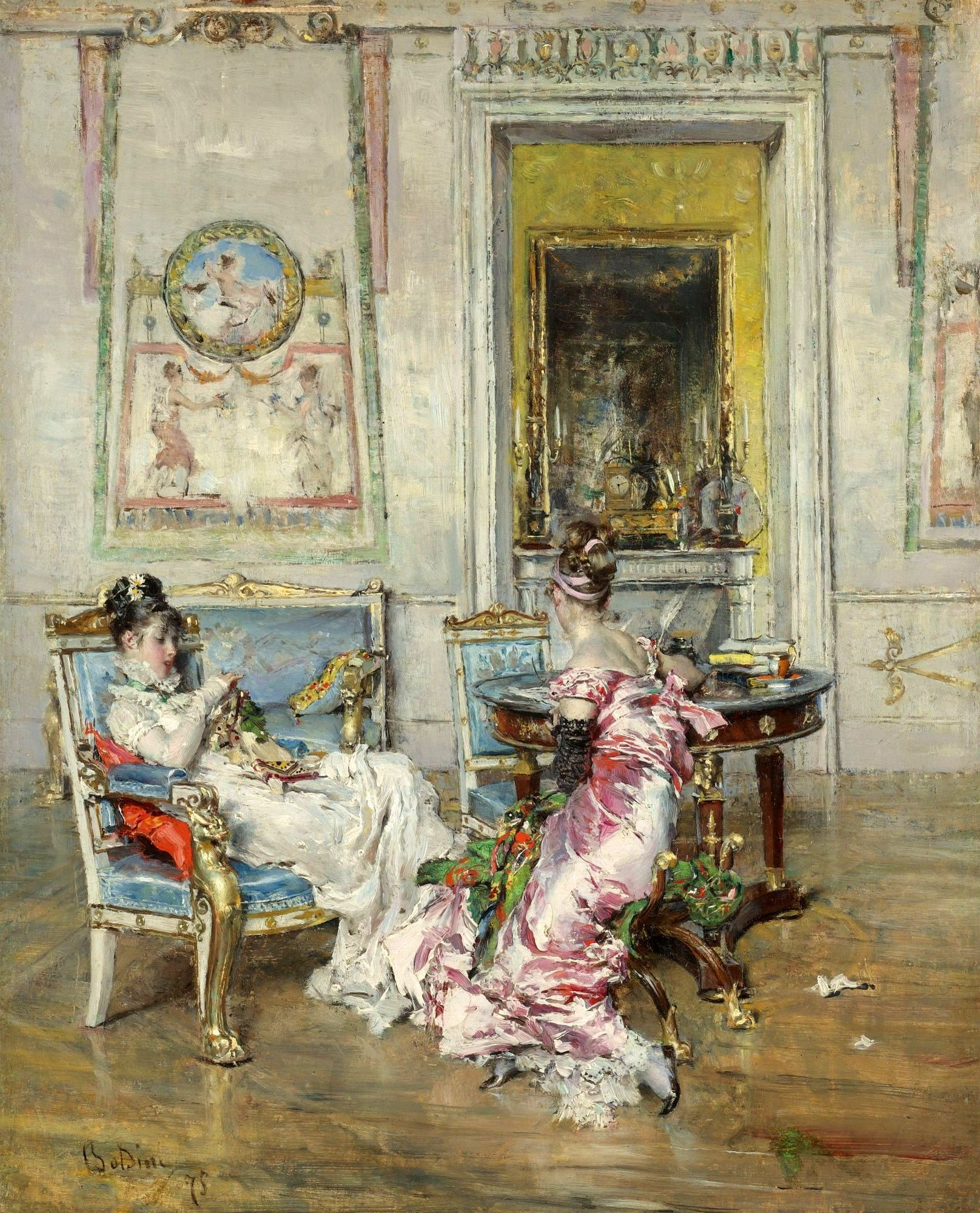
Жанровая сцена, 1875.
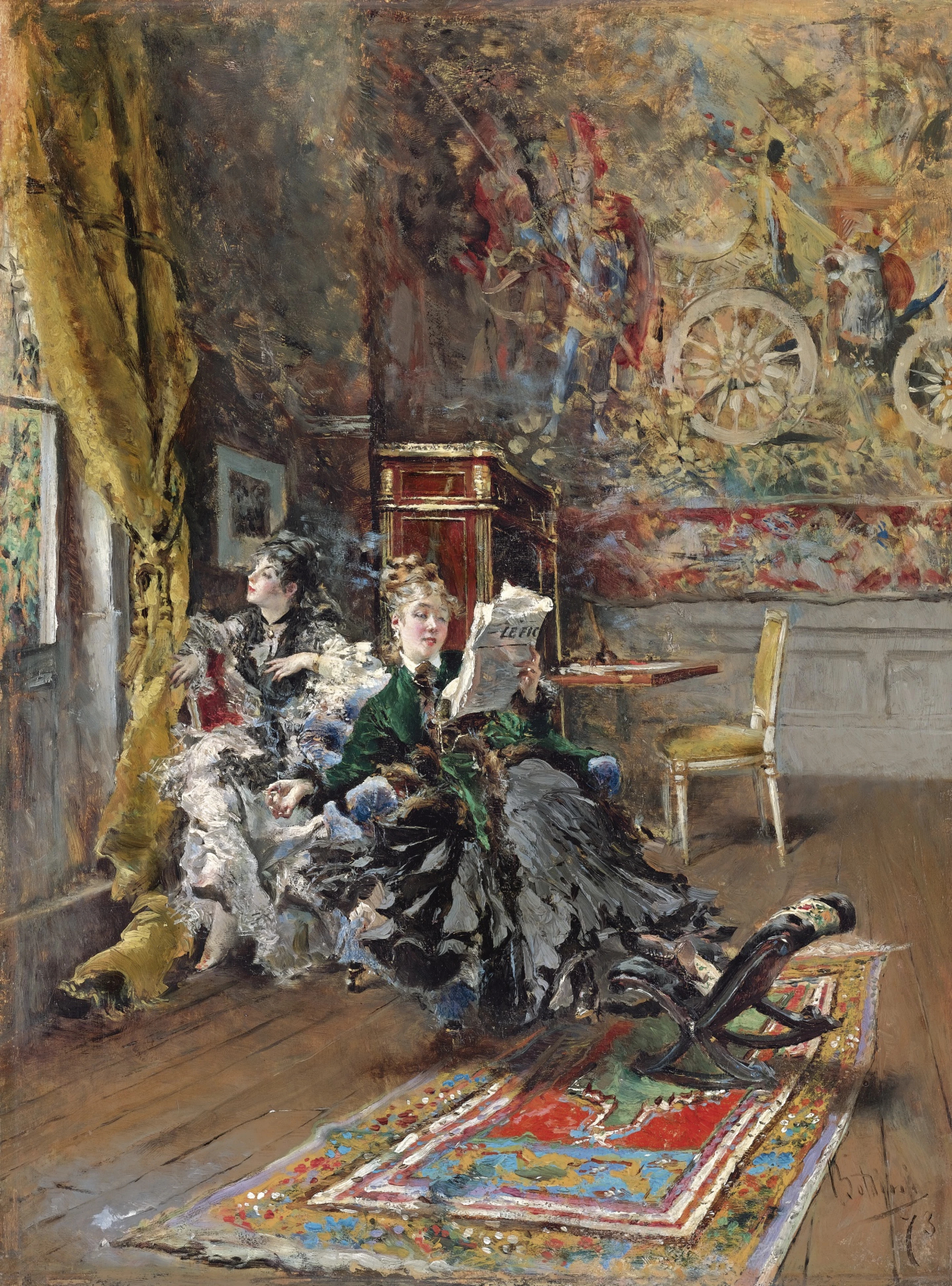
Парижанки, 1873
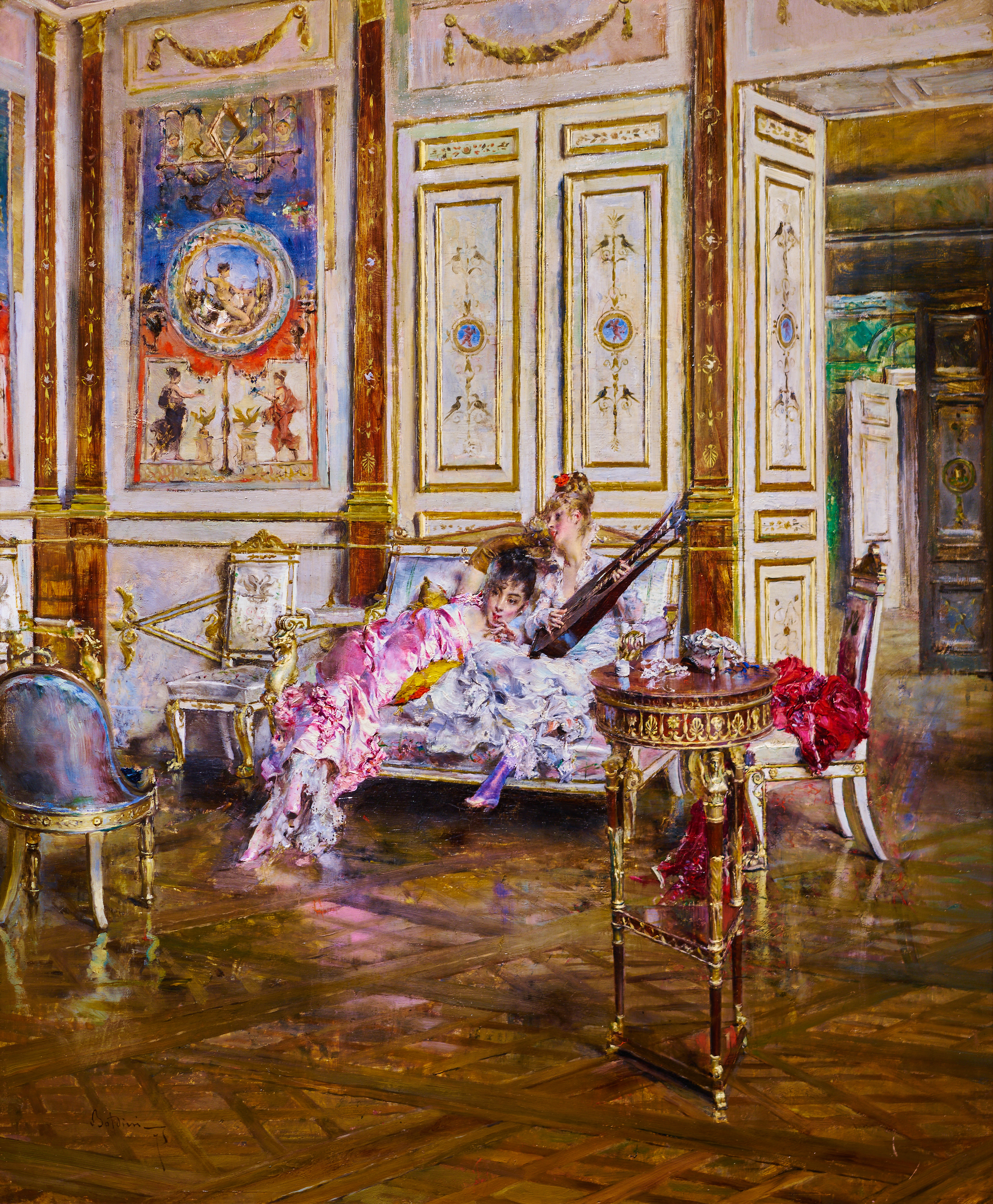
Жанровая сцена с музицирующими девушками.
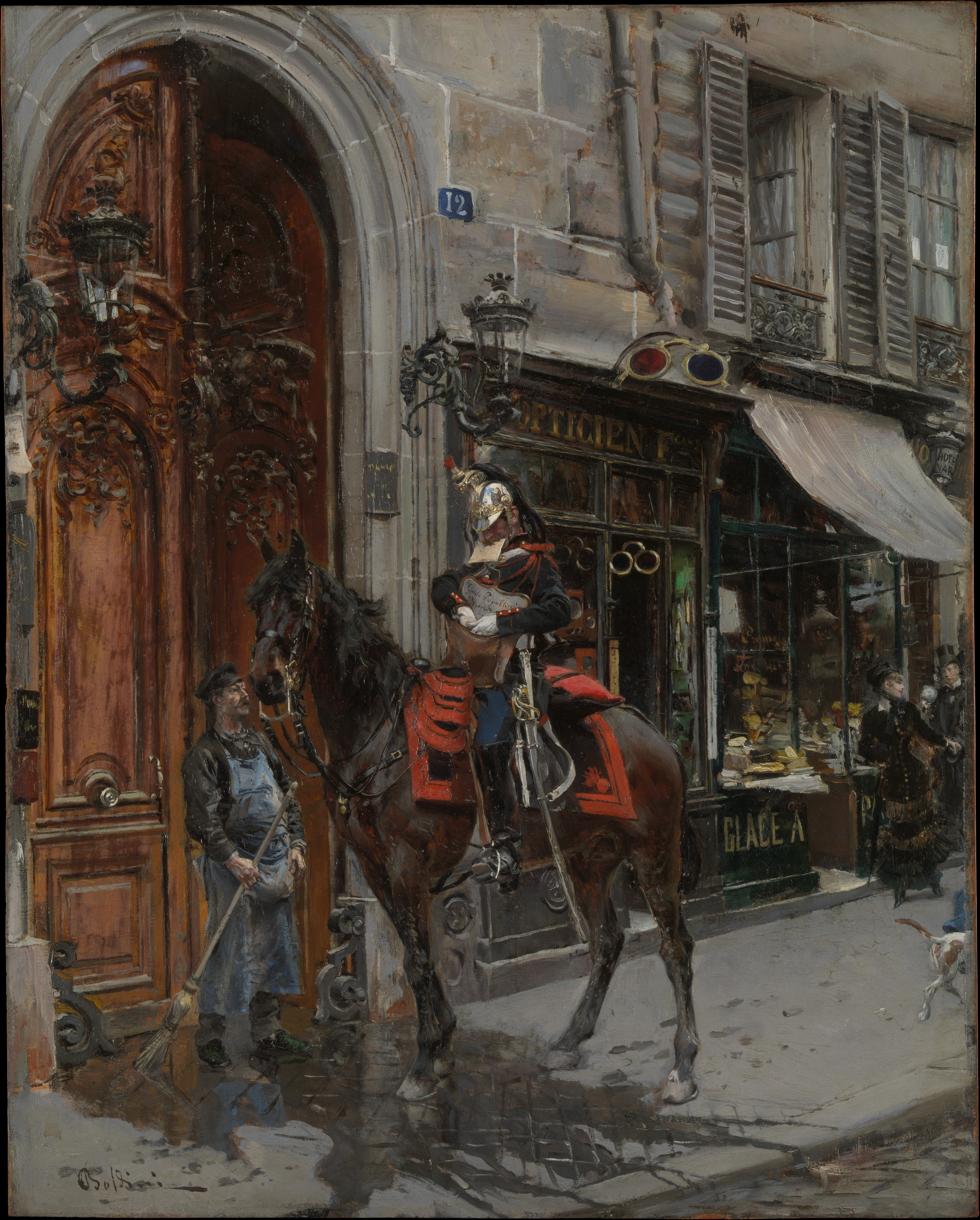
Письмо из действующей армии, 1879.